# أحمد الرهوني
أحمد الرهوني ، ( 1288 هـ / 1871 م - 1373 هـ / 1953 م ) . علامة و مؤرخ و أديب ، صاحب كتاب عمدة الراوين في تاريخ تطاوين .

## سيرته
هو أبوالعباس أحمد بن محمد الرهوني التطواني، ولد يوم الأربعاء ثامن جمادى الأخيرة عام 1288 هـ بمدينة تطوان ، و بها نشأ وقرأ القرآن الكريم ودرس بعض المتون العلمية، ثم رحل إلى مدينة فاس، فقرأ على شيوخها وبعد ذلك عاد إلى بلده تطوان حيث تولى بها وبغيرها عدة وظائف ما بين عدالة وفتوى و قضاء ووزارة ثم شغل وظيف مفتش للتعليم الإسلامي ثم عين رئيسا للمجلس الأعلى للتعليم المذكور إلى أن توفي رحمه الله . هكذا جاءت الوظائف التي شغلها أحمد الرهوني مذكورة في موسوعة تاريخ تطوان للمؤرخ محمد داود. توفي أحمد الرهوني - رحمه الله - مساء يوم الإثنين 13 ربيع الثاني عام 1373 هـ .

## مؤلفاته
للفقيه العلامة أحمد الرهوني العديد من التآليف، نذكر منها :
- عمدة الراوين في تاريخ تطاوين
- تقريب الأقصى، من كتاب الإستقصا
- تسهيل المفهوم لمقدمة ابن آجروم
- حلل الديباج المطرزة، بقصة الإسراء والمعراج
- جريان القلم بشرح السلم
- تحفة الإخوان بسيرة سيد الأكوان
- الرحلة المكية
- واللؤلؤ الخطيب المختصر من نفح الطيب
- جريان القلم بشرح السلم
- الرحلة المكية
- اللؤلؤ الخطيب المختصر من نفح الطيب